# Industria de pizarra en España

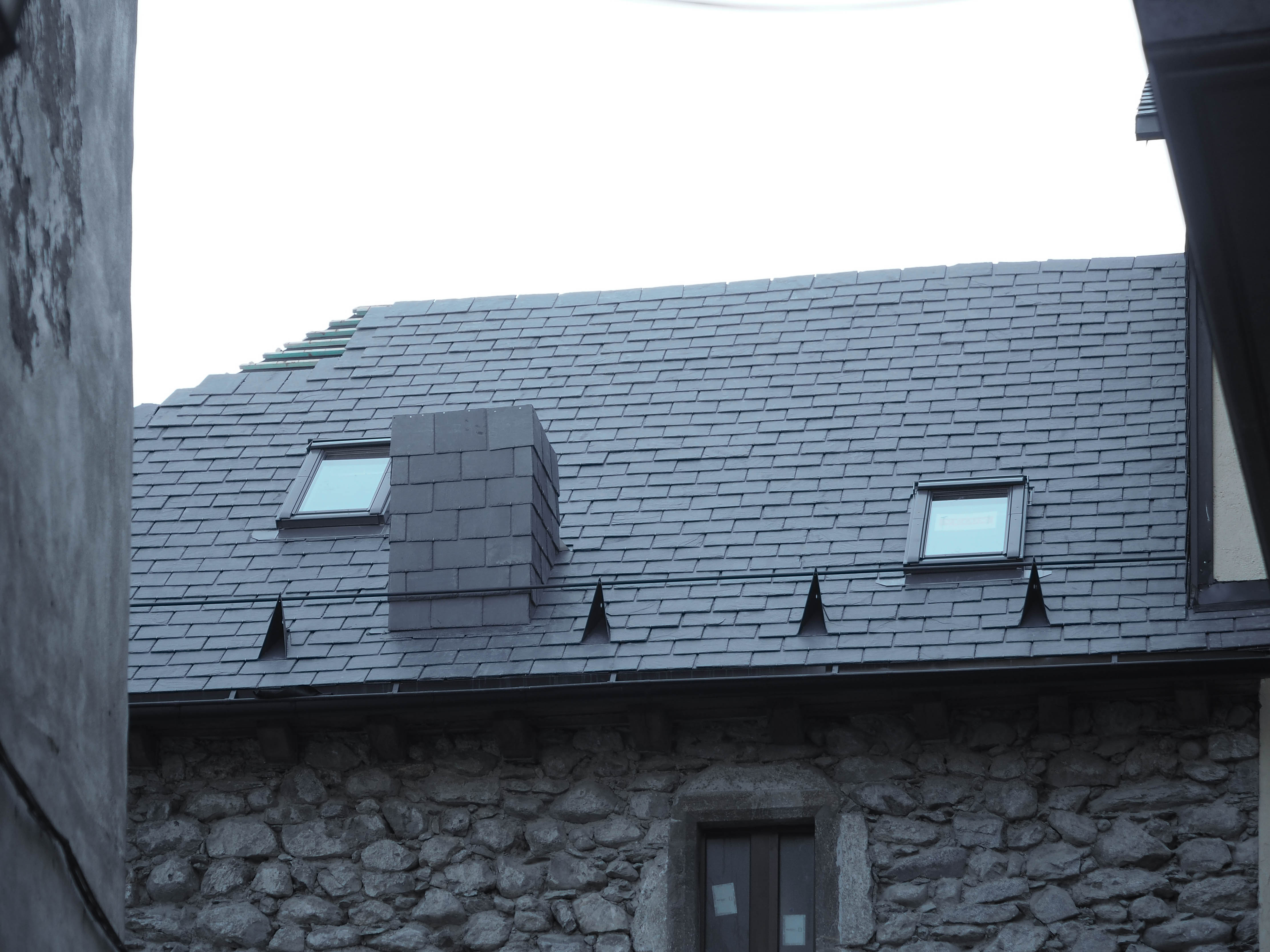
Cubierta de pizarra.

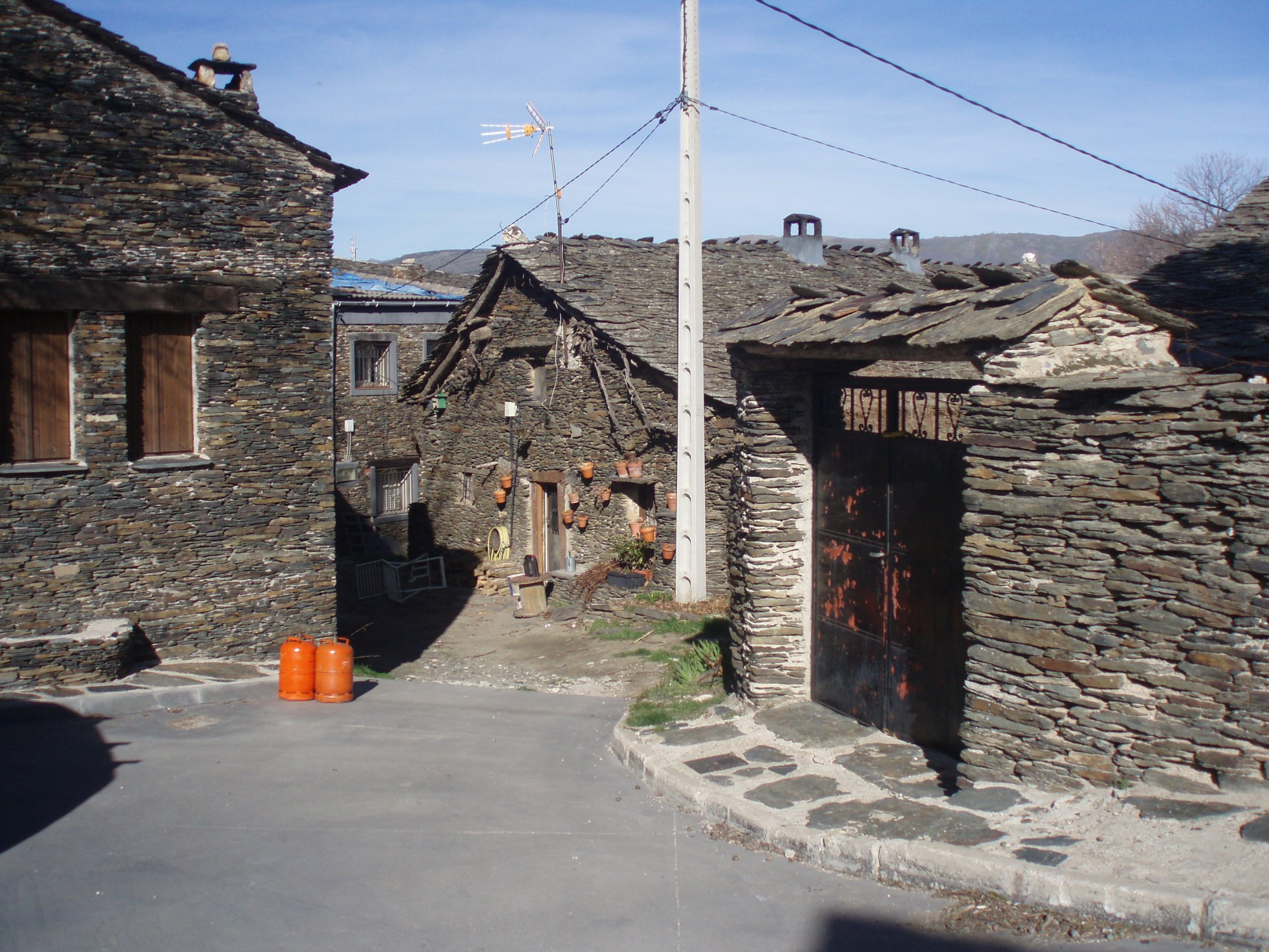
Edificios construidos con pizarra. Es la característica principal de la arquitectura negra.

La industria de la pizarra en España lidera la producción y exportación de pizarra en el mundo, con una cuota mundial en torno al 90 % en el año 2000, siendo la región de Galicia la principal fuente de producción.
La pizarra es una roca metamórfica de grano fino que se divide en capas delgadas y de superficie lisa. La roca metamórfica es una roca que alguna vez fue ígnea o sedimentaria y que posteriormente ha sido sometida a calor y presión en diversos grados, alterando así su composición, estructura y apariencia. Se usa ampliamente en la industria de la construcción, particularmente para tejas. La producción española de pizarra se estima en 4 millones de toneladas por año.

## Principales áreas de producción
Existen importantes yacimientos en El Bierzo, Cabrera (León), Valdeorras (Orense), Ortigueira (La Coruña), Riofrío de Aliste, Palazuelo de las Cuevas (Zamora), Bernardos (Segovia) y Villar del Rey (Badajoz). La empresa española Cupa Pizarras, con sede en la Comarca de Valdeorras, fue considerada en 2014 y 2015 como líder mundial en producción y comercialización de pizarra en el mundo.
Las principales áreas de producción de pizarra son:
- Valdeorras - las empresas productoras de pizarra más grandes se concentran en esta área de Orense.
- Comarca de La Cabrera- es la segunda zona en volumen de producción, además en esta comarca leonesa, empezaron las explotaciones y se fundaron las empresas más importantes de pizarra del mundo.
- Quiroga -  situada en la provincia de Lugo.
- Ortigueira - en La Coruña.
- Mondoñedo - incluyendo Mondoñedo, Pastoriza y Lorenzana en Lugo.

## Geología de la pizarra en España
La región noroeste de España ha sido sometida a períodos de actividad magmática con vulcanismo, y esto ha llevado a un desarrollo geológico único de la región con respecto a la pizarra.
Los depósitos de pizarra tienen más de 500 millones de años y se formaron durante los períodos cámbrico, ordovícico y silúrico de la era paleozoica.
Esencialmente, la pizarra se forma cuando los minerales de arcilla en el esquisto se someten a una mayor presión con altas temperaturas. La arcilla comienza a volver a los minerales de mica que hacen que la roca se endurezca con pronunciadas divisiones). Es esta escisión la que permite que la pizarra se rompa a lo largo de planos, incluso planos.
Se puede producir una gran variedad de colores y texturas de pizarra, y el producto final depende en gran medida del entorno tectónico, la fuente del material sedimentario y las condiciones físicoquímicas que hayan prevalecido durante el proceso de sedimentación.
A medida que se compactaban los depósitos sedimentarios, se expulsaba el agua y, por lo tanto, los minerales de arcilla se convertían en mica y luego en barro sólido. La posterior compactación de la construcción de la montaña que sucedió durante los siguientes millones de años condujo a una reorganización aún más fuerte y una orientación plana de los minerales.

## Extracción de la pizarra en España
La industria de la pizarra gallega es una importante actividad para el empleo. La pizarra se extrae principalmente de canteras en superficie. El proceso es el siguiente:
1. Se localizan áreas de posible extracción de pizarra en estudios geológicos.
2. Se toman muestras para verificar la pureza y calidad de la pizarra.
3. Se establece el área de la cantera y se elimina cualquier material inutilizable.
4. Se utilizan cables de corte de acero con cuentas de diamante para cortar grandes bloques en la cantera.
5. Estos bloques se transfieren al centro de producción para ser cortados en bloques regulares más pequeños, utilizando sus planos de escisión naturales.
6. Los artesanos expertos clasifican los bloques de acuerdo con la calidad y el grosor, después de haberlos dividido en un tamaño predeterminado.
7. Tras las medidas finales de control de calidad, las pizarras se empaquetan en cajas, a menudo con información del lote para que sean posibles futuras identificaciones en proyectos en curso o a largo plazo.

## Propiedades de la pizarra española
Dado que la pizarra es un producto natural, los diferentes tipos de pizarra están sujetos a diferentes composiciones químicas y minerales, determinadas en gran medida por las características geológicas de la cantera de la que se extrajo.
Un uso importante de la pizarra española es como material para cubiertas, a menudo especificado por profesionales de la construcción como resultado de su apariencia estética y características de durabilidad. La pizarra es particularmente adecuada como material para cubiertas ya que tiene un índice de absorción de agua extremadamente bajo, inferior a un 0,4%. Su baja tendencia a absorber agua también la hace muy resistente al daño por heladas y a la rotura por congelación.
Por lo general, las tejas de pizarra españolas se colocan en las cubiertas utilizando un método de fijación con gancho, a diferencia de la fijación con clavos, más predominante utilizada en otras partes del mundo. Los beneficios de la fijación del gancho son:
- No es necesario crear un agujero en la teja, que a veces puede debilitar la pizarra.
- Se pueden usar tejas más estrechas, facilitándose la creación de elementos más complejos.
- La fijación con ganchos es particularmente adecuada en regiones sujetas a condiciones climáticas severas, como Escocia y partes de Gales, ya que existe una mayor resistencia al levantamiento por viento si se asegura el borde inferior de la teja de pizarra.

## Sostenibilidad
Según una declaración ambiental realizada por la Asociación Galega de Pizarristas (AGP), la pizarra es el producto más sostenible para cubiertas. Comparando la pizarra con otros materiales usados en cubiertas, el fibrocemento y la teja cerámica emiten más dióxido de carbono y consumen más agua y energía en su producción. El sector de la pizarra ha sido el primero en obtener en España la declaración ambiental de producto a nivel nacional.